# Réserve écologique des Trial Islands
Pour les articles homonymes, voir Trial (homonymie).
La réserve écologique des Trial Islands est une réserve naturelle de la Colombie-Britannique (Canada) située sur les îles Trial (en) au sud de Oak Bay. La réserve a été créée en 1990 pour préserver l'un des plus remarquables assemblages de plantes rares en Colombie-Britannique.